# Collegio uninominale Toscana - 05 (Senato della Repubblica)
Il collegio elettorale uninominale Toscana - 05 è stato un collegio elettorale uninominale della Repubblica Italiana per l'elezione del Senato tra il 2017 ed il 2022.

## Territorio
Come previsto dalla legge elettorale italiana del 2017, il collegio era stato definito tramite decreto legislativo all'interno della circoscrizione Toscana.
Era formato dal territorio di 48 comuni: Aulla, Bagni di Lucca, Bagnone, Barga, Borgo a Mozzano, Camaiore, Camporgiano, Capannori, Careggine, Carrara, Casola in Lunigiana, Castelnuovo di Garfagnana, Castiglione di Garfagnana, Comano, Coreglia Antelminelli, Fabbriche di Vergemoli, Filattiera, Fivizzano, Forte dei Marmi, Fosciandora, Fosdinovo, Gallicano, Licciana Nardi, Lucca, Massa, Massarosa, Minucciano, Molazzana, Montignoso, Mulazzo, Pescaglia, Piazza al Serchio, Pietrasanta, Pieve Fosciana, Podenzana, Pontremoli, Porcari, San Romano in Garfagnana, Seravezza, Sillano Giuncugnano, Stazzema, Tresana, Vagli Sotto, Viareggio, Villa Basilica, Villa Collemandina, Villafranca in Lunigiana, Zeri.
Il collegio era parte del collegio plurinominale Toscana - 01.

## Eletti
| Elezione | Elezione | Senatore         | Partito      |
| -------- | -------- | ---------------- | ------------ |
|          | 2018     | Massimo Mallegni | Forza Italia |

## Dati elettorali

### XVIII legislatura
Come previsto dalla legge elettorale, 116 senatori erano eletti con sistema a maggioranza relativa in altrettanti collegi uninominali a turno unico.
| Candidati              | Candidati                  | Voti    | %     | Liste                           | Voti    | %     |
| ---------------------- | -------------------------- | ------- | ----- | ------------------------------- | ------- | ----- |
|                        | Massimo Mallegni ✔️ Eletto | 116 061 | 38,69 | Lega                            | 62 947  | 20,99 |
| Forza Italia           | Massimo Mallegni ✔️ Eletto | 116 061 | 38,69 | 40 084                          | 13,36   |       |
| Fratelli d'Italia      | Massimo Mallegni ✔️ Eletto | 116 061 | 38,69 | 10 852                          | 3,62    |       |
| Noi con l'Italia - UDC | Massimo Mallegni ✔️ Eletto | 116 061 | 38,69 | 2 178                           | 0,73    |       |
|                        | Sara Paglini               | 81 474  | 27,16 | Movimento 5 Stelle              | 81 474  | 27,16 |
|                        | Andrea Marcucci            | 77 845  | 25,95 | Partito Democratico             | 67 781  | 22,60 |
| +Europa                | Andrea Marcucci            | 77 845  | 25,95 | 6 332                           | 2,11    |       |
| Italia Europa Insieme  | Andrea Marcucci            | 77 845  | 25,95 | 2 125                           | 0,71    |       |
| Civica Popolare        | Andrea Marcucci            | 77 845  | 25,95 | 1 607                           | 0,54    |       |
|                        | Luca Baccelli              | 10 574  | 3,53  | Liberi e Uguali                 | 10 574  | 3,53  |
|                        | Francesco Corrotti         | 5 041   | 1,68  | Potere al Popolo!               | 5 041   | 1,68  |
|                        | Riccardo Bergamini         | 3 626   | 1,21  | CasaPound                       | 3 626   | 1,21  |
|                        | Franco Pianelli            | 2 267   | 0,76  | Partito Comunista               | 2 267   | 0,76  |
|                        | Carla Stefanini            | 1 418   | 0,47  | Il Popolo della Famiglia        | 1 418   | 0,47  |
|                        | Alessandra Guarducci       | 1 278   | 0,43  | Italia agli Italiani            | 1 278   | 0,43  |
|                        | Giuseppina Tommasi         | 376     | 0,13  | Per una Sinistra Rivoluzionaria | 376     | 0,13  |
| Totale                 | Totale                     | 299 960 | 100   |                                 | 299 960 | 100   |
|                        |                            |         |       |                                 |         |       |
| Voti non validi        | Voti non validi            | 9 320   | 3,01  |                                 |         |       |
| Votanti                | Votanti                    | 309 280 | 73,68 |                                 |         |       |
| Elettori               | Elettori                   | 419 749 |       |                                 |         |       |